# Nachal Bustan
Nachal Bustan (hebrejsky: נחל בוסתן nebo נחל בסתן) je vádí v severním Izraeli, v pohoří Karmel.
Začíná v nadmořské výšce přes 300 metrů nad mořem, v západní části města Dalijat al-Karmel. Odtud vádí směřuje k západu hlubokým zalesněným údolím na jižních svazích hory Har Šokef. Ze severu míjí vesnici Nir Ecion, u které zprava přijímá vádí Nachal Duchan. Pak ústí na okraji pobřežní nížiny zleva do vádí Nachal Oren, které odvádí jeho vody do Středozemního moře. Údolí je turisticky využíváno.
V prosinci 2010 bylo okolí vádí postiženo lesním požárem, který zničil velkou část zdejších lesů.